# Лауреаты Государственной премии Российской Федерации за 2013 год
Лауреаты государственной премии Российской Федерации за 2013 год были названы указами Президента Российской Федерации В. В. Путина. Торжественная церемония вручения наград прошла в День России 12 июня 2014 года в Георгиевском зале Большого Кремлёвского дворца

## Лауреаты в области науки и технологий
За научное обоснование, разработку и практическую реализацию системы медицинского обеспечения экипажей при длительных космических полётах
- Григорьев, Анатолий Иванович — вице-президент Российской академии наук, доктор медицинских наук, научный руководитель Института медико-биологических проблем, лауреат Государственных премий СССР и РФ.;

За выдающийся вклад в развитие математики и разработку математических основ современной термодинамики
- Маслов, Виктор Павлович — академик Российской академии наук, доктор физико-математических наук, профессор Московского государственного института электроники и математики Национального исследовательского университета «Высшая школа экономики», лауреат Ленинской премии, Государственных премий СССР и РФ, Демидовской премии.

За фундаментальные результаты исследований истории взаимоотношений России и Европы XIX и XX веков, а также за крупный вклад в разработку новых концептуальных подходов к преподаванию истории в средней и высшей школе
- Чубарьян, Александр Оганович — академик Российской академии наук, доктор исторических наук, директор Института всеобщей истории РАН.

## Лауреаты в области литературы и искусства
За вклад в развитие отечественной и мировой культуры
- Башмет, Юрий Абрамович — художественный руководитель — главный дирижёр Государственного симфонического оркестра «Новая Россия», народный артист СССР, награждён орденами «За заслуги перед Отечеством» III степени (2002), IV степени (2013), Почёта (2008). Лауреат Государственных премий Российской Федерации в области литературы и искусства (1993, 1996, 2001).

За вклад в развитие отечественной литературы
- Искандер, Фазиль Абдулович — писатель, награждён орденами «За заслуги перед Отечеством» II степени (2004), III степени (1999), IV степени (2009), лауреат Государственной премии СССР (1989), Государственной премии Российской Федерации в области литературы и искусства (1993), премии Правительства Российской Федерации в области культуры (2011) и ряда профессиональных наград и премий.

За создание художественного фильма «Легенда № 17»
- Верещагин, Леонид Эмильевич — генеральный директор ООО «Студия ТРИТЭ Никиты Михалкова», лауреат Государственных премий Российской Федерации в области литературы и искусства (1996, 1999), имеет отечественные и зарубежные профессиональные награды.
- Златопольский, Антон Андреевич — первый заместитель генерального директора Всероссийской государственной телевизионной и радиовещательной компании, награждён орденами Дружбы (2006), Почёта (2010).
- Лебедев, Николай Игоревич — режиссёр, лауреат Государственной премии Российской Федерации в области литературы и искусства (2003), имеет ряд профессиональных наград.

## Лауреаты в области гуманитарной деятельности
За выдающиеся достижения в области гуманитарной деятельности
- Примаков, Евгений Максимович — выдающийся политический и государственный деятель, академик Российской академии наук, учёный-востоковед мирового уровня, крупный специалист в области мировой экономики и международных отношений, в том числе в области комплексной разработки вопросов внешней политики России, международных конфликтов и кризисов, глобальных проблем. Лауреат Государственной премии СССР, обладатель престижных государственных наград и званий России и мира.